# Denis Waxin
Denis Georges Waxin, né le 26 juin 1968 à Loos (Nord), est un tueur en série et pédophile français.
Entre 1985 et 1999, à Lille et dans sa banlieue, il a massacré trois fillettes et commis des viols sur deux garçons et une autre fillette. En novembre 2003, il est condamné à la réclusion criminelle à perpétuité avec une période de sûreté de 29 ans.

## Biographie
Denis Georges Waxin, né le 26 juin 1968 à Loos dans le Nord, passe son enfance à Wattignies au sein d'une famille modeste de cinq enfants. Sa mère Marie-Jeanne est travailleuse et distante, son père est sévère, intéressé par le tiercé et les jeux de hasard ; ils le laissent dans le silence et l'isolement, sans tendresse, sans affection. Son aîné Dominique est son seul confident, défenseur et seule source de douceur.
En 1985, Dominique quitte la maison et Denis, alors âgé de 17 ans, sombre dans la déprime. Chaque jour, il marche des heures durant, solitaire, sur des kilomètres.
En juillet 1986, Denis Waxin obtient un BEP en menuiserie et effectue son service militaire en Allemagne en 1989. Durant ses permissions de sortie, Waxin entame une relation avec une femme plus âgée que lui. Leur relation est de courte durée et se termine à la fin du mois d'août 1990, avec son service militaire.
Peu après, Denis Waxin se marie en 1991 et le couple habite à Moulins, un quartier de Lille. Les Waxin ne souhaitent pas d'enfant et Denis appelle son épouse « maman ». Il est décrit comme un bon mari, serviable et charmant et obtient un emploi dans la station-service du Auchan de Villeneuve-d'Ascq,,,. Il est ponctuel et consciencieux mais imprévisible. Un soir, il tire toutes les balles du chargeur du pistolet d'alarme sur un voleur de lunettes. Il est renvoyé pour avoir menacé de mettre le feu à la station-service, à la suite d'une remarque de sa patronne.

## Les faits et l'enquête
Le 22 novembre 1985 en fin d'après-midi, quartier des Biscottes à Lille, Nathalie Hoareau 7 ans est envoyée par sa mère acheter des cigarettes et du pain. Denis Waxin, revenant du lycée à vélo, l'aborde et lui propose de lui montrer sa cabane. Elle le suit dans un terrain vague de la rue du Faubourg d'Arras (RD 549), il la viole, tente de l'étrangler avec le collier de bonbons qu'elle porte autour du cou et la poignarde deux fois au cœur ; il n'avait que 17 ans et était encore puceau. La mère de Nathalie signale sa disparition à la police à 18 h 30. Elle est retrouvée par deux policiers le soir dans un buisson. Le bas de son corps est dénudé. Près d'elle, ils trouvent les paquets de cigarettes qu'elle avait achetés et la liste de courses sur laquelle la commerçante a écrit un message pour sa mère. Une trace de sperme est trouvée, mais la pluie l'a altérée, il n'est pas possible d'établir un profil génétique.
Le 8 octobre 1990, rue d'Austerlitz à Wazemmes, Cathy Monchaux, 9 ans, joue dans le jardin de la résidence. À 20 h, son père Roger l'appelle et lui dit de rentrer. Denis Waxin l'aborde et lui propose d'aller acheter des bonbons, il l'emmène dans un ancien terrain de football devenu une friche, boulevard Victor-Hugo. Il la viole, la poignarde quatorze fois, car elle cherche à s'échapper. Cathy ne rentrant pas, son père et sa sœur aînée, Valérie, partent à sa recherche. Ne la trouvant pas, son père avertit la police à 21 h. Le 9 octobre 1990, un promeneur avec son chien retrouve le corps dénudé de Cathy.
Le 23 juillet 1992 en fin d'après-midi, rue Georges-Mandel à Moulins, Nadjia Tebib, quatre ans, joue en compagnie d'autres enfants au pied de l'immeuble HLM où habite sa grand-mère Meriem, au rez-de-chaussée. Ses parents viennent de se séparer. Denis Waxin l'enlève, et l'emporte en direction de Ronchin. Il la porte dans ses bras, elle est calme, sa famille suppose que c'est un oncle de Nadjia. Anissa, la tante de Nadjia le poursuit dans la rue, mais trébuche et le perd de vue. Nina, la mère de Nadjia, part à sa recherche avec l'aide d'autres membres de la famille. Nina signale l'enlèvement de Nadjia à la police à 20 h. Anissa décrit la tenue du ravisseur : tee-shirt rouge, des baskets et un pantalon de survêtement blanc avec des rayures rouges. Un portrait-robot est réalisé par un passant ayant vu Waxin et Nadja et diffusé. Denis Waxin viole Nadjia, la poignarde au cou et à la nuque et l'étouffe avec un sac plastique. Le 29 juillet 1992 en début d'après-midi, dans un terrain vague à Ronchin, trois garçons trouvent le corps de Nadjia couché sur son flanc droit, sous une bâche, dans un trou entre des arbustes. Ses vêtements sont pliés sous elle. Le médecin légiste établit qu'elle a été tuée quelques heures après son enlèvement. Sur un de ses vêtements, une trace de sperme est trouvée et permet d'établir un profil ADN.
Les enquêteurs ont la certitude que l'auteur habite Lille ou sa banlieue, pour si bien connaître les endroits déserts et se déplacer si rapidement et discrètement en enlevant un enfant.
En novembre et décembre 1993, Denis Waxin viole deux garçons de 7 et 10 ans à Moulins et à Lambersart.
Le 4 août 1997, Denis Waxin est arrêté pour avoir tenté de voler des couverts dans un magasin en compagnie de sa femme. Le tribunal correctionnel le condamne, le 30 octobre 1997, à quatre mois de prison avec sursis. Il est photographié et son ADN est prélevé.
Le 6 janvier 1999, 27 rue Jean-Jaurès à Moulins, Julie 6 ans, sa sœur et son frère aînés font la collecte des pièces jaunes au pied de la résidence où ils habitent. Au bout d'un moment, son frère et sa sœur décident de se séparer pour collecter plus efficacement. Julie reste donc seule à demander aux personnes qui entrent et sortent par l'entrée de la résidence, pendant que son frère et sa sœur vont collecter dans la résidence en faisant du porte à porte. Julie demande à Denis Waxin passant dans la rue, et ce dernier lui répond qu'il n'a pas de pièces sur lui, mais qu'il en a chez lui. Après avoir vérifié qu'il n'y a personne d'autre aux alentours, il prend Julie par le bras et l'entraîne à côté de lui dans la rue. Ils marchent ainsi pendant des kilomètres. Waxin répond qu'ils sont presque arrivés à chaque fois que Julie demande si c'est encore loin chez lui. Il lui dit que c'est un raccourci pour arriver chez lui et l'emmène dans une usine désaffectée à Fives. Elle résiste quand il commence à vouloir la déshabiller. Il la menace avec une matraque électrique et dit qu'il a déjà tué d'autres petites filles. Elle ne proteste plus, il se déshabille et la viole. Elle se rhabille calmement quand il a terminé. Elle repart, il la suit, lui dit qu'il la surveille et qu'il reviendra la tuer si elle parle à la police. Elle marche en direction de chez elle et constate qu'il a disparu. Une automobiliste la voyant pleurer, l'emporte au commissariat de police.
La bonne mémoire de Julie permet d'établir un portrait-robot. Elle dit qu'il portait un blouson vert avec un triangle dans le dos. Quelques jours plus tard, alors que Julie regarde par la fenêtre, elle voit le sosie de Denis Waxin sur le trottoir devant la résidence, il la regarde et lui sourit. Les policiers, avertis quelques jours plus tard, surveillent l'entrée de l'immeuble. Ils remarquent un homme ressemblant au portrait-robot. Ils l'interpellent et l'interrogent, c'est un marginal habitant dans un foyer près de chez Julie. Ils impriment sur une feuille six photos anthropométriques : celle du suspect, et celles de cinq hommes lui ressemblant, prises dans leurs fichiers. Ils vont chez Julie et lui demandent si elle reconnaît son agresseur parmi les photos. Elle désigne la photo de Denis Waxin, qui n'est pourtant pas le suspect précédemment arrêté. Interloqués, les enquêteurs lui redemandent et elle affirme que c'est lui. Pour eux, Waxin n'est qu'un petit voleur à l'étalage. Sans conviction, ils ne déposent qu'une simple convocation dans sa boîte à lettres.

## Aveux et mise en examen
Le 26 janvier 1999, Denis Waxin se rend à la convocation. Il est très nerveux. Les inspecteurs sont impressionnés par sa ressemblance avec le portrait-robot. Ils lui ont à peine annoncé la raison de sa convocation, qu'il avoue que c'est bien lui, puis refuse de parler plus. Lors du tapissage derrière le miroir sans tain, Julie le reconnaît formellement. Lors de la perquisition du logement de Waxin, les policiers trouvent dans sa chambre le blouson correspondant à la description de Julie. Dans une poche du blouson, ils trouvent la matraque électrique. Le 28 janvier 1999 Denis Waxin est mis en examen pour viol et séquestration sur mineure de moins de 15 ans. Il est incarcéré à la maison d'arrêt de Loos.
Le profil ADN de Waxin est comparé à celui de l'agresseur de Nadjia Thebib. Les ADN sont identiques. Le 12 juillet 1999, Denis Waxin est mis en examen pour enlèvement suivi de mort et viol précédé, accompagné ou suivi de tortures ou d'actes de barbarie sur Nadjia. Il est extrait de sa cellule et interrogé en garde à vue. Il reconnaît avoir violé, étranglé et étouffé Nadjia. Il refuse de signer ses aveux et de parler plus. Il déclare qu'il veut voir le juge d'instruction pour lui parler des meurtres des trois fillettes.
Le 13 juillet 1999 dans le bureau de Christophe Ingrain, le juge d'instruction, Denis Waxin avoue les viols et meurtres de Nadjia Thebib, Cathy Monchaux et Nathalie Hoareau. Il déclare avoir commis cela pour se venger d'un viol dont il a été victime quand il avait 12 ans dans une cabane dans les bois par un SDF, et qu'il boit de l'alcool avant de commettre les viols. Il finira par reconnaître avoir inventé son présumé viol subi ainsi que le fait de boire avant de commettre ses crimes. Il affirmera au juge d’instruction Ingrain avoir menti afin d’obtenir une peine plus clémente avec circonstances atténuantes. Le 20 juillet 1999, il est mis en examen pour enlèvement suivi de mort et viol précédé, accompagné ou suivi de tortures ou d'actes de barbarie sur Nathalie et Cathy.
Le 20 juillet 1999, Waxin écrit une lettre au juge d'instruction dans laquelle il confirme les aveux qu'il a faits dans son bureau en décrivant plus précisément les circonstances. Il les a tuées de peur qu'elles donnent naissance à un monstre comme celui qui l'a violé lui. Il avoue avoir commis trois autres viols sur des fillettes, qu'il n'a pas tuées, car elles « ont été gentilles ». Et avoue les viols des deux garçons en 1993. Aucune trace des viols des trois autres fillettes n'est trouvée dans les dossiers d'enquêtes policières.
Le père de Denis Waxin meurt en 2002, sans jamais avoir pardonné son fils de ses crimes.

## Procès et condamnations
Le 27 mai 2002, le procès de Denis Waxin débute à la cour d'assises du Nord à Douai, pour les meurtres, viols précédés de tortures ou d'actes de barbarie sur Nadjia et Cathy, et pour les viols sur les deux garçons et sur Julie.
Les experts décrivent un égocentrique pervers qui « sexualise une haine née dans sa petite enfance ». Le 31 mai 2002, Denis Waxin est condamné à la réclusion criminelle à perpétuité avec une période de sûreté de 30 ans. Il fait appel de cette décision.
Le 9 septembre 2002, le procès de Denis Waxin pour le viol et le meurtre de Nathalie Hoareau débute à la cour d'assises des mineurs du Nord à Douai, car il avait 17 ans au moment des faits. Sébastien Degardin est l'avocat de la famille de Nathalie Hoareau. Le 12 septembre 2002, il est condamné à 20 ans de réclusion criminelle. Il fait appel de cette décision.
Le 27 octobre 2003, le procès en appel de Denis Waxin pour le meurtre de Nathalie Hoareau a lieu à la cour d'assises des mineurs du Pas-de-Calais à Saint-Omer. Le 30 octobre 2003, il est de nouveau condamné à 20 ans de réclusion criminelle.
Le 3 novembre 2003, le procès en appel de Denis Waxin débute à la cour d'assises du Pas-de-Calais à Saint-Omer. La défense de Denis Waxin est assurée par l'avocat Jean-Yves Moyart, commis d'office. En sanglotant, il finit par demander pardon pour ce qu'il a fait. Le 7 novembre 2003, Denis Waxin est condamné à la réclusion criminelle à perpétuité avec une période de sûreté de 29 ans.
À la suite de sa dernière condamnation, Denis Waxin ne pourra être libérable qu'à partir de janvier 2028.

## Liste des victimes connues
| Les faits        | Les faits  | Découverte       | Découverte | Identité         | Âge |
| Date             | Lieu       | Date             | Lieu       | Identité         | Âge |
| ---------------- | ---------- | ---------------- | ---------- | ---------------- | --- |
| 22 novembre 1985 | Lille      | 22 novembre 1985 | Lille      | Nathalie Hoareau | 7   |
| 8 octobre 1990   | Wazemmes   | 9 octobre 1990   | Wazemmes   | Cathy Monchaux   | 9   |
| 23 juillet 1992  | Moulins    | 29 juillet 1992  | Ronchin    | Nadjia Tebib     | 4   |
| novembre 1993    | Moulins    | ?                | Moulins    | garçon           | 7   |
| décembre 1993    | Lambersart | ?                | Lambersart | garçon           | 10  |
| 6 janvier 1999   | Fives      | 6 janvier 1999   | Fives      | Julie            | 6   |